# Beffroi di Mons
Il Beffroi di Mons è la torre civica della città vallona di Mons, in Belgio.
Domina la città e il paesaggio circostante, sorgendo sulla sommità della collina occupata dai resti dell'antico castello dei conti di Hainaut. Fa parte della lista dei Campanili di Belgio e Francia iscritta ai Patrimoni mondiali dell'umanità dell'UNESCO, ed è il solo in stile barocco, del Paese.

## Storia e descrizione
Il beffroi venne costruito in stile barocco a partire dal 1661 sul luogo dell'antica torre dell'orologio. Venne eretto su progetto dell'architetto Louis Ledoux e terminato nel 1669 Dall'architetto Vincent Anthony. Venne profondamente restaurato fra il 1849 e il 1866 dagli architetti Charles Sury e Alf. Fonson.
Realizzato in arenaria con elementi in calcare e si presenta su tre livelli per un'altezza di 87 metri. Al primo livello sorgono delle finestre, una per faccia, sormontate dagli stemmi del Belgio, dell'Hainaut, della città e del duca di Havré, risalenti ai restauri ottocenteschi. Al secondo livello, sormontata le finestre, i quadranti dell'orologio; risalente al 1673 e poi trasformato nel 1873. All'ultimo livello è la cella campanaria che accoglie un Carillon di 47 campane. Il tutto è sormontato dal complicato coronamento barocco a bulbi molteplici.